# Costurero de la Reina
Il Costurero de la Reina (in italiano Scatola da cucito della Regina) è un edificio di Siviglia costruito alla fine del XIX secolo nei giardini del Palazzo di San Telmo e che fa parte del Parco di María Luisa. 

## Descrizione e storia
L'edificio ha la forma di un piccolo castello esagonale con torrette agli angoli ed è stato costruito quando Antonio d'Orléans, duca di Montpensier, si stabilì a vivere nel Palacio de San Telmo e adattò gli enormi giardini del palazzo secondo i gusti romantici dell'epoca. Nel 1893, nella zona vicino al Guadalquivir viene costruita una piccola torre di guardia, che è il più antico edificio in stile neomudéjar di Siviglia.
Il nome deriva da una leggenda popolare secondo la quale Mercedes d'Orléans, futura moglie del re Alfonso XII di Spagna, vi passava il tempo cucendo. La realtà però è che María de las Mercedes non ha mai messo piede all'interno dell'edificio, perché morì di tifo poco dopo aver sposato Alfonso XII e circa quindici anni prima che l'edificio fosse costruito.
Oggi il Costurero de la Reina ospita al piano terra l'ufficio informazioni turistiche della città di Siviglia mentre il primo piano è adibito a sala riunioni e per gli eventi del governo locale. 
Il Costurero de la Reina ha ispirato il portale della Feria de Abril del 2008.